# Venturia tricolorata
Venturia tricolorata là một loài tò vò trong họ Ichneumonidae.